# Pterygotrigla spirai
Pterygotrigla spirai är en fiskart som beskrevs av Daniel Golani och Baranes, 1997. Pterygotrigla spirai ingår i släktet Pterygotrigla och familjen knotfiskar. Inga underarter finns listade i Catalogue of Life.